# Mario Praz
Mario Alcibiade Praz (Rome, 6 septembre 1896 - Rome, 23 mars 1982) est un écrivain italien, historien de l'art et critique littéraire dont les ouvrages portent principalement sur les cultures française, anglaise, allemande, russe, espagnole et italienne. Journaliste, universitaire, traducteur, il a rassemblé une collection de mobilier et d'objets d'art de la période néoclassique, aujourd'hui accessible à son ancien domicile de Rome, devenu le musée Mario Praz.

## Biographie
Son père, Luciano Praz, est un employé de banque dont la famille avait quitté Zermatt en 1825 pour s'installer dans le val d'Aoste. Sa mère, Giulia Testa di Marsciano, est issue de la famille des comtes de Marsciano, originaire d'Orvieto. Mario Praz passe ses premières années en Suisse entre Winterthour et Vevey, où travaille son père. Né avec une malformation congénitale au pied droit, il est opéré avec succès à l'Institut orthopédique Rizzoli de Bologne. Après la mort de son père, au cours de l'été 1900, sa mère l'emmène vivre à Florence chez son propre père, Alcibiade di Marsciano (it). Au terme d'une période de difficultés économiques, elle fait la connaissance d'un haut fonctionnaire qu'elle épouse en 1912. Son beau-père étant florentin, Mario Praz passe l'essentiel de son adolescence entre Rome et la Toscane.
Après avoir terminé ses études secondaires au lycée de Rome, il fréquente pendant un an la faculté de droit de l'université de Bologne, puis emménage à Rome en 1915 pour y poursuivre ses études. C'est là qu'il étudie la littérature anglaise avec son ami Vittorio Moschini, qui devient plus tard conservateur en chef des musées de Venise, et qu'il assiste, par intérêt personnel, en compagnie de Bruno Migliorini, aux cours de philologie et de critique littéraire de Cesare De Lollis (it).

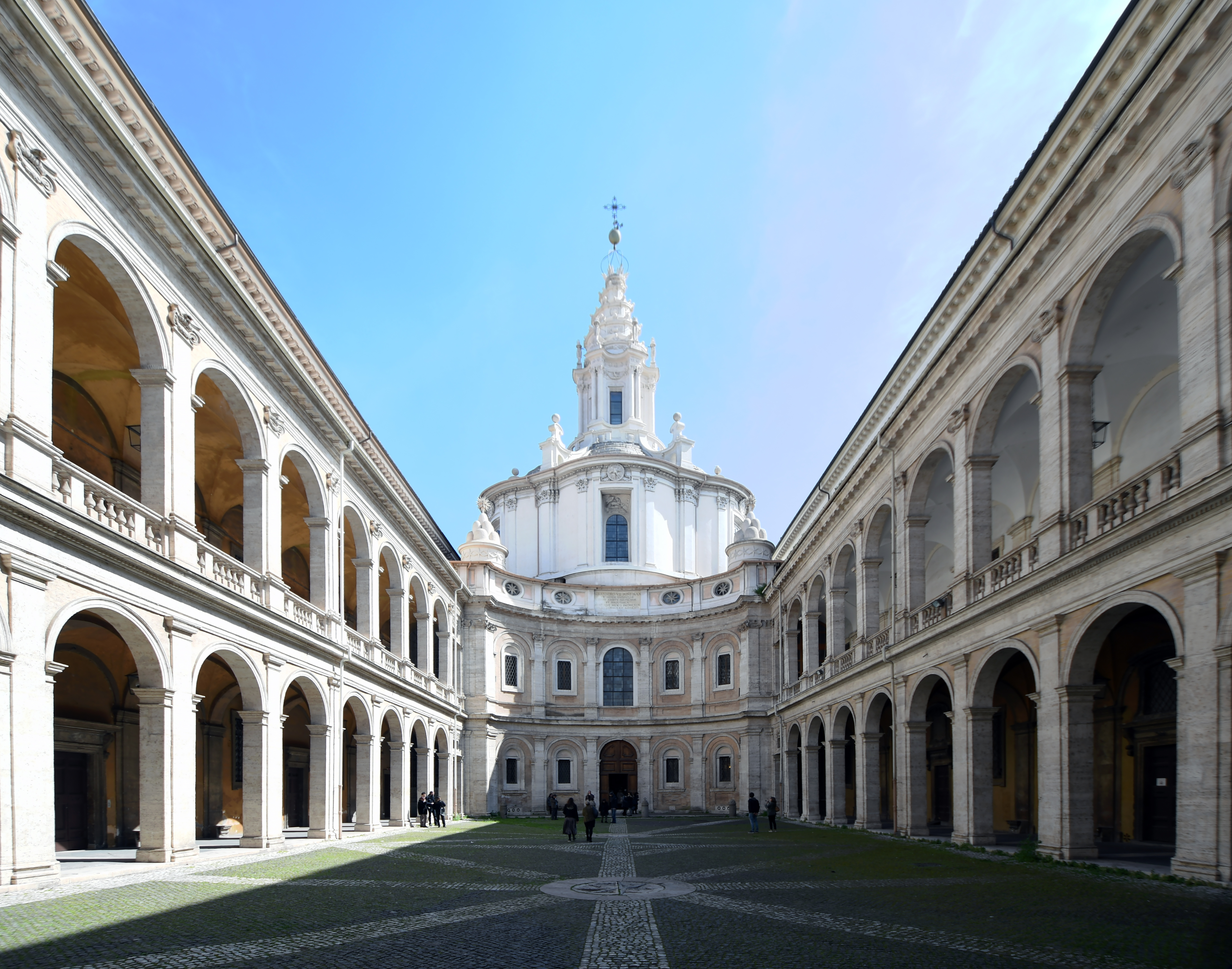
La cour de La Sapienza et l'église Sant'Ivo (Borromini).

En 1918, il soutient sa thèse de doctorat en droit international public sur la Société des Nations nouvellement créée. Cependant, il abandonne le droit pour se tourner vers les lettres, et il obtient deux ans plus tard un second doctorat, cette fois en littérature, à l'université de Florence en 1920, sa thèse portant sur Gabriele D'Annunzio. De 1920 à 1923, il voyage, d'abord en Allemagne, puis en Autriche et enfin en Angleterre et en Écosse. À Londres, lors d'un congrès du Pen-club, il croise Romain Rolland, Charles du Bos, Harold Nicholson, Vita Sackville-West. 
En 1923, grâce à une bourse d'études délivrée par le ministère de l'Instruction publique italien, il se rend en Grande-Bretagne et enseigne la littérature italienne à l'université de Liverpool, chaire qu'il occupe jusqu'en 1931. L'année suivante, il occupe le même poste à l'université de Manchester, puis il revient à Rome en 1934 pour enseigner la littérature anglaise et américaine à l'université « La Sapienza ». Il conserve ce poste jusqu'à sa retraite, en 1966.
Marié en 1933 avec l'une de ses étudiantes anglaises, Vivyan Eyles, de dix ans sa cadette, il a une fille, Lucia, née en 1938. Mais Vivyan Praz quitte son mari à la fin de la guerre et emmène leur fille en Angleterre.
Fondateur de la première école italienne d'étude des lettres anglaises, Mario Praz a comme disciples, notamment, Vittorio Gabrieli, Agostino Lombardo (it), Giorgio Melchiori (it), Gabriele Baldini et Masolino d'Amico.
Il collabore à la revue Primato, fondée en 1940 par Giuseppe Bottai. En janvier 1945, il organise une exposition d'art contemporain qui rassemble des œuvres d'Alberto Savinio et de Fabrizio Clerici, entre autres.
Juré à la Mostra de Venise en 1960, lauréat du prix Antonio-Feltrinelli en 1960, membre de l'Accademia dei Lincei, en 1962 il reçoit de la reine Élisabeth II la dignité de chevalier commandeur de l'ordre de l'Empire britannique.

## L'œuvre

Éros et Psyché par Canova.

Critique littéraire, critique d'art, Mario Praz publie des dizaines de livres, des milliers d'articles, tous consacrés à l'histoire culturelle de l'Europe, qu'il étudie à travers les rapports qu'entretiennent entre eux les différents arts : la littérature, la peinture, la sculpture, mais aussi la décoration d'intérieur, qu'il place à égalité avec les arts majeurs. Sa méthode doit beaucoup à Aby Warburg : il travailla pour The Warburg Institute à la fin des années 1930 et publia en 1970 Mnemosyne : The Parallel Between Literature and the Visual Arts (Princeton University Press), qui est sans doute son essai le plus ambitieux.
L'un de ses essais les plus célèbres, La Carne, la morte et il diavolo nella litteratura romantica, publié en Italie en 1930, puis traduit en anglais en 1933 sous le titre The Romantic Agony (Oxford University Press), est une étude exhaustive du romantisme noir qui caractérise les auteurs européens des XVIIIe et XIXe siècles : la première édition en français date de 1977. Auteur de nombreuses études sur Shakespeare, Edgar Poe, T. S. Eliot ou William Wordsworth, il traduit certains de ces écrivains en italien. Son œuvre critique porte sur l'Angleterre de la Renaissance à l'époque victorienne, mais également sur la littérature française, américaine, espagnole, allemande, russe ou italienne (dont il définit le genre romanesque, au XIXe siècle, comme du « roman Biedermeier »).
Admiré par Philippe Jullian, W. H. Auden, Pietro Citati, Marc Fumaroli, Franco Maria Ricci ou Patrick Mauriès, celui que les Romains, pendant un demi-siècle, surnommèrent le « professeur Praz », ou plus communément « le Professeur » sans même avoir besoin de préciser son nom, est en outre l'auteur de plusieurs ouvrages de référence sur l'histoire de la décoration et d'un essai sur le sculpteur Antonio Canova.

## La collection

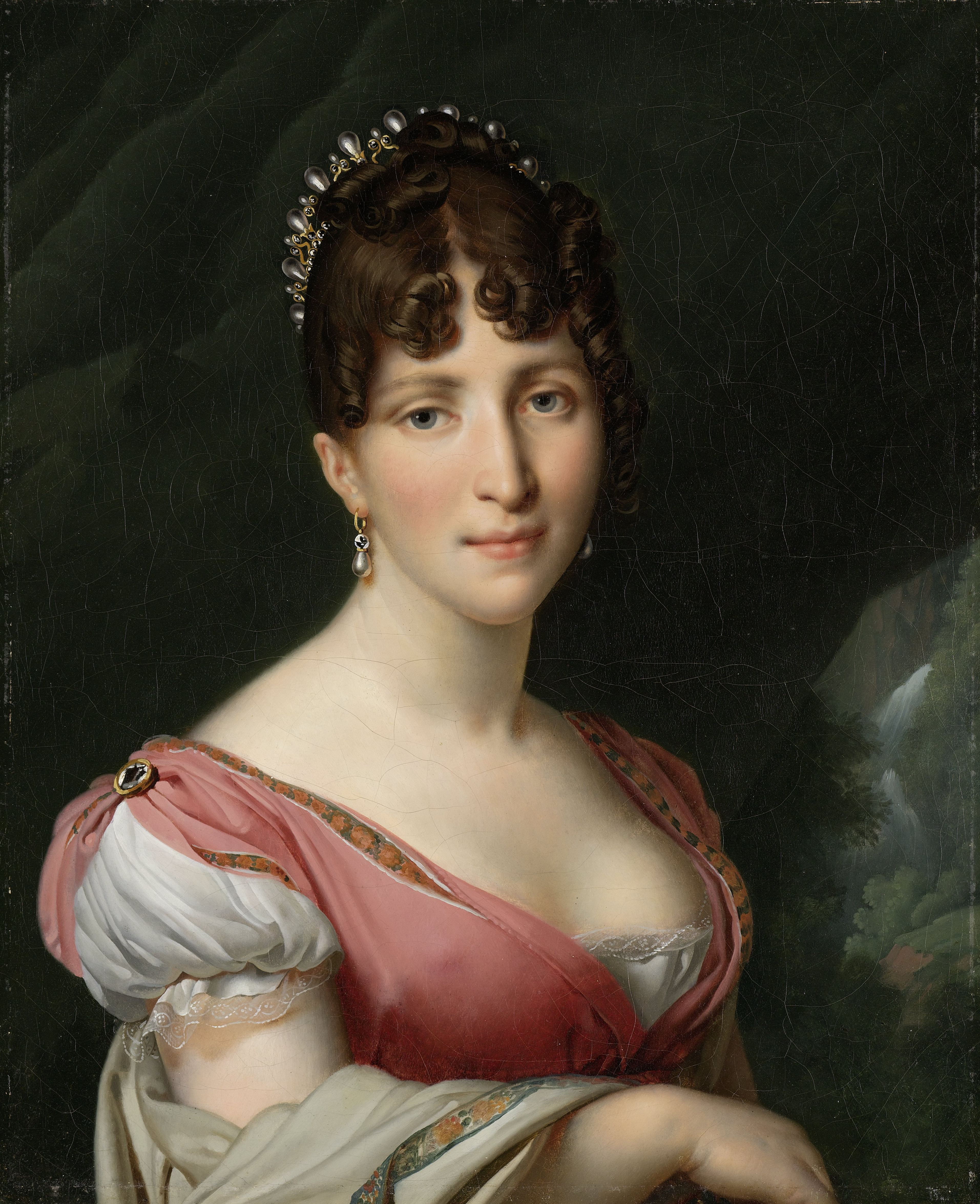
Hortense de Beauharnais par Girodet.

Mario Praz est devenu collectionneur un peu par hasard, vers l'âge de seize ans, lorsque son beau-père lui a fait cadeau d'une commode Empire en acajou. Désireux de trouver des meubles et des objets susceptibles de s'harmoniser avec elle, il fait bientôt l'acquisition d'une série de douze chaises datant de la même période — et qui lui sont d'autant moins indispensables qu'il vit à cette époque dans un minuscule deux-pièces. Ainsi commence un processus de recherche et d'accumulation qui va durer jusqu'à sa mort, près de soixante-dix ans plus tard.
À Rome, à Florence, à Londres, à Paris, en fait dans tous les endroits où il a l'occasion de se rendre, Mario Praz est un visiteur assidu des salles de ventes et des boutiques d'antiquités, avec une prédilection pour des ébénistes comme Jacob, Percier et Fontaine, ou des peintres comme Girodet. À Paris, il prend conseil auprès du collectionneur Paul Marmottan (dont il visite l'hôtel parisien et la villa boulonnaise), et l'un de ses fournisseurs attitrés est l'antiquaire André Fabius.
Animé par la volonté de s'entourer de beauté, voire de s'immerger dans cet univers esthétique qui le coupe de la réalité, Mario Praz réunit au fil des années plus de 1 200 objets, tableaux, dessins, meubles, sculptures, tapisseries datant pour la plupart de l'époque napoléonienne. La majorité d'entre eux, de style néoclassique, sont d'origine française, mais d'autres proviennent d'Italie, d'Autriche, d'Allemagne ou d'Angleterre. Autre élément caractéristique des goûts de Mario Praz, les conversation pieces, c'est-à-dire les tableaux du XVIIIe siècle représentant des scènes d'intérieur avec groupe de famille, ou encore les bas-reliefs de cire, en particulier ceux de Gaetano Zumbo, y occupent une place prépondérante.
La collection aura deux adresses : les deux appartements successifs de Mario Praz dans le centre de Rome, d'abord au palais Ricci, via Giulia, de 1934 à 1969, puis au palais Primoli, via Zanardelli, de 1969 à sa mort en 1982. Il a légué sa bibliothèque à la fondation Primoli, qui abrite un musée napoléonien, et sa collection à la Ville de Rome.
Après sa disparition, la collection fut entreposée durant des années dans les réserves du musée d'Art moderne de Rome, avant de regagner le palais Primoli en 1995. Chacun des 1 200 objets a retrouvé sa place d'origine, selon la disposition minutieuse établie par Mario Praz, comme on peut le vérifier d'après les nombreuses photographies prises de son vivant. Depuis 1995, l'ensemble est accessible au public sous le nom de « musée Mario Praz ».

## Mythologies de Mario Praz

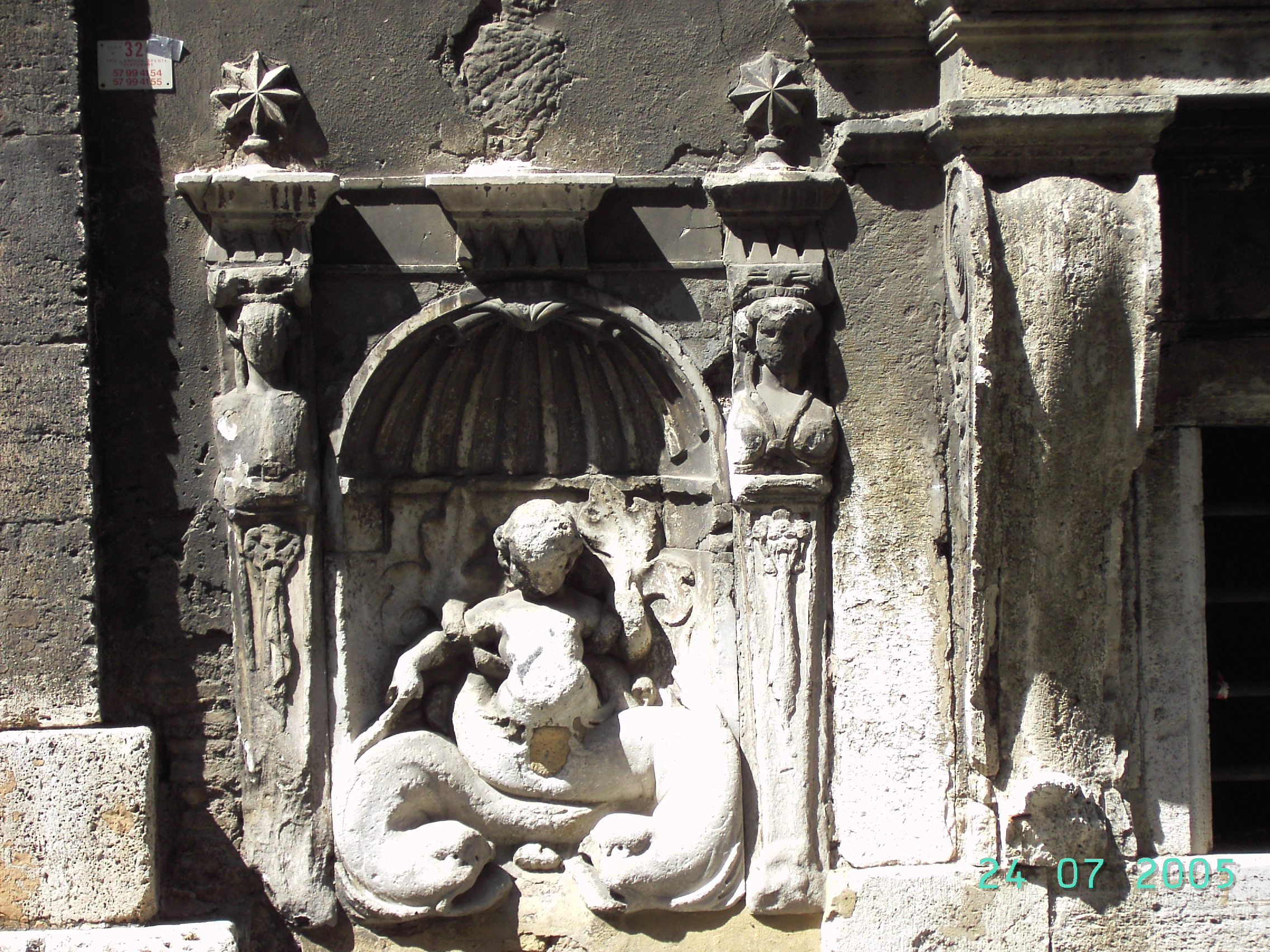
La fontaine de la via Giulia.

Son autobiographie, La Casa della vita (La Maison de la vie), est considérée comme un chef-d'œuvre par Edmund Wilson, ainsi que par Jean-Yves Masson et Charles Dantzig.
Luchino Visconti s'inspire de Mario Praz pour créer le personnage du professeur dans Violence et Passion (1974).
Le critique Beniamino Placido (1929-2010) rappelait dans La Repubblica au sujet de Praz, que, de son vivant, une improbable superstition s'empara de la classe intellectuelle italienne, et la rumeur, selon laquelle prononcer son nom portait le mauvais œil, circula et enfla dans les milieux littéraires et de l'édition, si bien que certaines personnes (écrivains, critiques, intellectuels) ne s'en référaient à lui que sous forme allusive, en utilisant ses initiales, M et P.

## Œuvres

### Ouvrages traduits en français
- L'Ameublement : psychologie et évolution de la décoration intérieure, Tisné, 1964
- La Chair, la Mort et le Diable dans la littérature du XIXe siècle. Le romantisme noir[6], Denoël, 1977, prix du Meilleur Livre étranger 1977, rééd. Gallimard/Tel, 1998
- Mnémosyne : parallèle entre littérature et arts plastiques, Salvy, 1986
- Le Monde que j'ai vu, préface de Marc Fumaroli, Julliard, 1988
- Le Pacte avec le serpent, recueil d'essais, 3 volumes, Christian Bourgois, 1989, 1990, 1991
- Goût néoclassique, Le Promeneur, 1989
- Histoire de la décoration d'intérieur (Philosophie de l'ameublement), Thames & Hudson, 1990
- Une voix derrière la scène (trad. de Voce dietro la scena, 1980), Le Promeneur, 1991
- La Maison de la vie, préface de Pietro Citati, Gallimard/L'Arpenteur, 1993

### Choix d'ouvrages en langue italienne
Essais
Parmi la trentaine de titres non encore traduits en français à ce jour :
- Secentismo e Marinismo in Inghilterra, 1925;
- Poeti inglesi dell'Ottocento, 1925;
- Penisola Pentagonale, 1926;
- Studi sul concettismo, 1934;
- Antologia della letteratura inglese, 1936;
- Studi e svaghi inglesi, 1937;
- Viaggio in Grecia, Diario del 1931, 1943 ; a cura di M.Staglieno, 1992;
- La Crisi dell'eroe nel romanzo vittoriano, 1952;
- Bellezza e bizzarria, 1960;
- Scene di conversazione. Conversation Pieces, 1970;
- Il giardino dei sensi, 1975;
- Panopticon romano secondo, 1978;
- Perseo e la Medusa, 1979.

Traductions (en italien)
- T. S. Eliot, La Terre vaine, Marche triomphale ;
- Edgar Allan Poe, Le Corbeau, Philosophie de la composition ;
- Ben Jonson, Volpone ;
- Charles Lamb, Essais d'Elia ;
- Jane Austen, Emma (1965).

## Expositions
- « Scènes d’intérieur, aquarelles des collections Mario Praz et Chigi », Boulogne-Billancourt, bibliothèque Marmottan, 20 novembre 2002 – 15 février 2003[7],[8]

## Citations
« La maison, c'est l'homme, tel le logis, tel le maître ; en d'autres termes, dis-moi où tu habites, je te dirai qui tu es. »